# Серджо Амідеї
Се́рджо Аміде́ї (італ. Sergio Amidei; нар. 30 жовтня 1904, Трієст, Австро-Угорщина (зараз Італія) — пом. 14 квітня 1981, Рим, Італія) — італійський кіносценарист, кінопродюсер.

## Життєпис
Серджо Амідеї народився 30 жовтня 1904 року в Трієсті, Австро-Угорщина (зараз Італія). У кіно з 1924 року. Став відомим після знятого режисером Альдо Вергано за його сценарієм історичного фільму «П'єтро Мікка» (1938). Найзначніші сценарії Амідеї написав після падіння в Італії фашизму.
Серджо Амідеї був одним із зачинателів та значним представником італійського неореалізму. Брав участь у створенні сценаріїв фільмів «Рим, відкрите місто» (1946) та «Пайза» (1946) режисера Роберто Росселліні, для фільмів якого писав і в подальшому. Брав участь у створенні сценаріїв і для фільмів інших режисерів-неореалістів: «Шуша» Вітторіо Де Сіки (1946), «Важкі роки» (1948) і «Легкі роки» (1953) Луїджі Дзампи, комедії режисера Лучано Еммера «Дівчата з площі Іспанії» (1952) та ін. Наприкінці 1950-х — початку 1960-х років відновив співпрацю з Р. Росселіні, написавши сценарії до його стрічок «Генерал Делла Ровере» (1959), «Ніч над Римом» (1960, у радянському прокаті — «У Римі була ніч»), «Хай живе Італія!» (1961).
У 1970-80 роках Амідеї брав участь у написанні сценаріїв для фільмів таких режисерів, як Нанні Лой, Етторе Скола, Мауро Болоньїні, Маріо Монічеллі та Марко Феррері. Майже всі сценарії Амідеї (близько 90) написані ним у співавторстві з іншими сценаристами.
За час своєї кар'єри Амідеї чотири рази був номінований на здобуття премії Американської кіноакадемії «Оскар» у категорії за найкращий сценарій; двічі (у 1982 та 1983 роках) отримав італійську національну кінопремію «Давид ді Донателло» та премію Італійського національного синдикату кіножурналістів «Срібна стрічка» (1954, 1977).
Серджо Амідеї був членом журі 3-го Московського міжнародного кінофестивалю у 1963 році та 9-го у 1975-му. У 1979 році входив до складу журі 32-го Каннського міжнародного кінофестивалю, очолюваного Франсуазою Саган.

## Фільмографія
Сценарист
- 1938 : П'єтро Мікка / Pietro Micca
- 1939 : Ніч знущання / La notte delle beffe
- 1939 : Речі цього світу / Cose dell'altro mondo
- 1940 : Серце в бурю / Cuori nella tormenta
- 1941 : В'язень Санта Крус / Il prigioniero di Santa Cruz
- 1941 : Тимчасовий чоловік / El marido provisional
- 1942 : Королева Наваррська / Regina di Navarra
- 1942 : Небезпечна гра / Gioco pericoloso
- 1942 : Приборкання норовливої / La bisbetica domata
- 1942 : Дон Сезар де Базан / Don Cesare di Bazan
- 1942 : Ревнощі / Gelosia
- 1942 : Джунглі / Giungla
- 1943 : Гарлем / Harlem
- 1943 : Сумне кохання / Tristi amori
- 1943 : Я кохатиму тебе завжди / T'amerò sempre
- 1943 : Прощавай, любов! / Addio, amore!
- 1943 : Син Червоного Корсара / Il figlio del corsaro rosso
- 1943 : Мрія про кохання / Sogno d'amore
- 1943 : Останні флібустьєри / Gli ultimi filibustieri
- 1944 : Капелюх священика / Il cappello da prete
- 1945 : Рим, відкрите місто / Roma città aperta
- 1946 : Шуша / Sciuscià
- 1946 : Пайза / Paisà
- 1947 : Злочин / Cronaca nera
- 1947 : Фатальність / Fatalità
- 1948 : Німеччина, рік нульовий / Germania anno zero
- 1948 : Важкі роки / Anni difficili
- 1948 : Під сонцем Риму / Sotto il sole di Roma
- 1948 : Машина, що вбиває поганих / La macchina ammazzacattivi
- 1949 : Інший / L'altra
- 1950 : Стромболі, земля Божа / Stromboli (Terra di Dio)
- 1950 : Франциск, менестрель Божий / Francesco, giullare di Dio
- 1950 : Собаче життя / Vita da cani
- 1950 : Лапа диявола / Patto col diavolo
- 1951 : Париж завжди Париж / Parigi è sempre Parigi
- 1951 : Дівчата з площі Іспанії / Le ragazze di Piazza di Spagna
- 1952 : Долі / Destinées
- 1953 : Ревнощі / Gelosia
- 1953 : Легкі роки / Anni facili
- 1953 : Вілла Боргезе / Villa Borghese
- 1953 : Повість про бідних закоханих / Cronache di poveri amanti
- 1954 : Старші класи / Terza liceo
- 1954 : Таємниці алькова / Secrets d'alcôve
- 1954 : Страх / Non credo più all'amore (La paura)
- 1955 : Римські оповідання / Racconti romani
- 1955 : Пікассо / Picasso
- 1955 : Двоєженець / Il bigamo
- 1956 : Гріх цнотливості / Peccato di castità
- 1957 : Найпрекрасніший момент / Il momento più bello
- 1957 : Норкове манто / Una pelliccia di visone
- 1958 : Літні оповідання / Racconti d'estate
- 1959 : Генерал Делла Ровере / Il Generale della Rovere
- 1960 : Ніч над Римом / Era notte a Roma
- 1960 : Хай живе Італія! / Viva l'Italia!
- 1961 : Примари Рима / Fantasmi a Roma
- 1962 : Літня неділя / Una domenica d'estate
- 1962 : Буремні роки / Gli anni ruggenti
- 1962 : Палац Копакабана / Copacabana Palace
- 1962 : Веронський процес / Il processo di Verona
- 1964 : Ліола / Liolà
- 1964 : Гірке життя / La vita agra
- 1964 : Втеча / La fuga
- 1966 : Вибачте, ви за чи проти? / Scusi, lei è favorevole o contrario?
- 1966 : Мегре на площі Пігаль / Maigret a Pigalle
- 1966 : Лондонський туман / Fumo di Londra
- 1967 : Сингапур, Сингапур / Singapore, Singapore
- 1968 : Нерухомість / L'estate
- 1968 : Лікар страхової каси / Il medico della mutua
- 1968 : Удар сонця / Colpo di sole
- 1969 : Професор доктор Гвідо Терсіллі, головний лікар клініки Вілла Челесті за контрактом / Il prof. Dott. Guido Tersilli, primario della clinica Villa Celeste…
- 1970 : Президент футбольного клубу «Боргороссо» / Il presidente del Borgorosso Football Club
- 1971 : Затриманий чекаючи судового розгляду / Detenuto in attesa di giudizio
- 1972 : Найпрекрасніший вечір у моєму житті / La più bella serata della mia vita
- 1973 : Мій брат Анастазія / Anastasia mio fratello ovvero il presunto capo dell'Anonima Assassini
- 1977 : Дуже дрібний буржуа / Un borghese piccolo piccolo
- 1977 : Велике вариво / Gran bollito
- 1978 : Свідок / Le témoin
- 1981 : Історії звичайного безумства / Storie di ordinaria follia
- 1982 : Ніч Варенни / La Nuit de Varennes

Продюсер
- 1950 : Серпнева неділя / Domenica d'agosto
- 1951 : Париж завжди Париж / Parigi è sempre Parigi (виконавчий продюсер)
- 1951 : Гойя / Goya (короткометражка)
- 1954 : Війна і мир / Guerra e pace (короткометражка)
- 1955 : Пікассо / Picasso

## Визнання
| Нагороди та номінації Серджо Амідеї       | Нагороди та номінації Серджо Амідеї | Нагороди та номінації Серджо Амідеї                                                    | Нагороди та номінації Серджо Амідеї |
| Рік                                       | Категорія                           | Фільм                                                                                  | Результат                           |
| ----------------------------------------- | ----------------------------------- | -------------------------------------------------------------------------------------- | ----------------------------------- |
| Премія «Оскар»                            |                                     |                                                                                        |                                     |
| 1947                                      | Найкращий сценарій                  | Рим, відкрите місто (спільно з Федеріко Фелліні)                                       | Номінація                           |
| 1948                                      | Найкращий сценарій                  | Шуша (з Адольфо Франкі, Чезаре Джильйо Віолою та Чезаре Дзаваттіні)                    | Номінація                           |
| 1950                                      | Найкращий сценарій                  | Пайза (з Альфредом Гайєсом, Федеріко Фелліні, Марчелло Паглієро та Роберто Росселліні) | Номінація                           |
| 1962                                      | Найкращий сценарій                  | Генерал делла Ровера (з Дієго Фаббрі та Індро Монтанеллі)                              | Номінація                           |
| Премія «Срібна стрічка»                   |                                     |                                                                                        |                                     |
| 1954                                      | Найкращий сюжет/сценарій            | Легкі роки (спільно з Віталіано Бранчаті, Вінченцо Таларічо та Луїджі Дзампою)         | Перемога                            |
| 1960                                      | Найкращий сценарій                  | Генерал делла Ровере (з Дієго Фаббрі та Індро Монтанеллі)                              | Номінація                           |
| 1977                                      | Найкращий сценарій                  | Дуже дрібний буржуа (з Маріо Монічеллі)                                                | Перемога                            |
| 1983                                      | Найкращий сценарій                  | Ночі Варенни (з Етторе Сколою)                                                         | Номінація                           |
| Міжнародний кінофестиваль у Сан-Франциско |                                     |                                                                                        |                                     |
| 1959                                      | Найкращий сценарій                  | Генерал делла Ровере (з Дієго Фаббрі та Індро Монтанеллі)                              | Перемога                            |
| Премія «Золотий глобус» (Італія)          |                                     |                                                                                        |                                     |
| 1975                                      | Премія за кар'єру                   | Премія за кар'єру                                                                      | Перемога                            |
| Премія «Давид ді Донателло»               |                                     |                                                                                        |                                     |
| 1982                                      | Найкращий сценарій                  | Історії звичайного безумства (спільно з Марко Феррері)                                 | Перемога                            |
| 1983                                      | Найкращий сценарій                  | Ночі Варенни (з Етторе Сколою)                                                         | Перемога                            |